# Teișani (gmina)
Teișani – gmina w Rumunii, w okręgu Prahova. Obejmuje miejscowości Bughea de Sus, Olteni, Ștubeiu, Teișani i Valea Stâlpului. W 2011 roku liczyła 3565 mieszkańców.